# Heterocarpus sibogae
Heterocarpus sibogae is een garnalensoort uit de familie van de Pandalidae. De wetenschappelijke naam van de soort is voor het eerst geldig gepubliceerd in 1917 door De Man.